# وحدات القياس العرفية الأمريكية
وحدات القياس العرفية الأمريكية، هو نظام قياس يُستخدم بشكل شائع في الولايات المتحدة. تتطابق فعليًا الكثير من وحدات القياس الأمريكية مع نظائرها الإمبراطورية، إلا أن نظام وحدات القياس العرفي الأمريكي تطورت من الوحدات الإنجليزية التي استُخدمت في الإمبراطورية البريطانية قبل وضع وحدات القياس الإمبراطورية كنظام معياري في عام 1824م. وهناك العديد من مقارنة بين نظامي القياس الإمبراطوري والعرفي الأمريكي.
وقد تم تعريف أغلب وحدات القياس العرفية الأمريكية من منظور المتر والكيلوغرام منذ أمر ميندنهول (Mendenhall Order) لعام 1893م (وعمليًا، منذ عدة سنوات قبل هذا التاريخ). وقد تم تنقيح هذه التعريفات من خلال اتفاقية اليارد والرطل الدولي لعام 1959م.
وفقًا لكتاب حقائق العالم الصادر عن وكالة المخابرات المركزية الأمريكية كانت الولايات المتحدة أحد البلاد الثلاث التي لم تطبق نظام الوحدات الدولي (SI) أو النظام المتري كنظام رسمي للأوزان والمقاييس بها. فلا تستخدم الولايات المتحدة نظام الوحدات الدولي بشكل أساسي في أنشطتها التجارية، على الرغم من أن هذه الوحدات تطبق بشكل قياسي في العلوم والطب والهيئات الحكومية (بما في ذلك القوات المسلحة الأمريكية)، فضلاً عن العديد من قطاعات الصناعة.

## وصلات خارجية
- Rowlett's A Dictionary of Units of Measurement